# Битва при Влардингене
Битва при Влардингене состоялась 29 июля 1018 года между войсками Священной Римской империи и Западной Фризии, позже известной как графство Голландия.
В результате торгового конфликта император Генрих II направил армию в сторону Западной Фризии с целью подчинить себе мятежного графа Дирка III. Однако армия Священной Римской империи потерпела поражение и в панике бежала. Сведения о битве основаны на трёх хрониках, написанных вскоре после события. Битва описана в De diversitate temporum монахом Альбертом из Меца, в Хронике Титмара, епископа Мерзебургского, а также в Деяниях епископов Камбре. Кроме того, недавние археологические открытия также проливают свет на битву.

## Политический фон
В раннем средневековье город Влардинген входил в состав Священной Римской империи. Ее императором в то время был Генрих II Святой. Северо-западной частью империи — Нижней Лотарингией — правил герцог Готфрид Верденский. Фризия (периферийная часть герцогства) попала под управление Адальбольда, епископа Утрехта и Дирка III, которому была делегирована береговая оборона на западе. Граф Дирк управлял Влардингеном, находящимся на берегу Мерведе в месте слияния с рекой Маасом.

## Причины
Император Священной Римской Империи Генрих II организовал свою экспедицию против фризов и их графов по двум причинам. Во-первых, император хотел расчистить торговый путь между портом Тиля и Англией: Дирк III заставлял суда, проходящие мимо, платить дань, чем подвергал опасности торговлю и налоговые доходы императора. Во-вторых, мятежный граф незаконно занял земли, на которые претендовал епископ Утрехтский и даже построил там свой замок. Епископства Льежа, Трира и Кёльна, а также несколько аббатств имели владения в регионе.

## Подготовка к экспедиции
На Пасху 1018 года император Генрих II созвал сейм в Неймегене. Он выслушал жалобы торговцев из Тиля и епископа Адальбольда II Утрехтского. Дирк присутствовал, но отказался изменить своё поведение. Генрих поручил Адальбольду и герцогу Готфриду организовать карательную экспедицию против мятежного графа Дирка, который затем покинул собрание, объявив о своём намерении помешать имперским планам. В течение нескольких месяцев в Тиле — самом важном порту в северных Нидерландах — была собрана армия. Армия должна была двигаться на запад вдоль рек Вааль и Мерведе к крепости Дирка во Влардингене.
Епископы Балдрик II Льежский, Герхард Камбрейский и архиепископ Гериберт Кёльнский снабжали войска. Епископ Балдрик лично участвовал в поездке во Влардинген. Незадолго до этого он построил новый склеп под базиликой Богоматери в Маастрихте, который рухнул в день его отъезда. Это оказалось плохим предзнаменованием, потому что по пути вниз по реке с имперским флотом из Тиля во Влардинген епископ заболел. В Хереваардене он покинул свой корабль и скончался в день битвы.

## Силы сторон
В Cambrai Chronicle говорится, что во Влардингене «тысяча обратила в бегство даже дважды по десять тысяч», что предполагает 1000 западно-фризских солдат против 20 000 имперских. Однако, скорее всего, это литературная цитата из библейской Книги Второзакония (32:30): «Как может один человек прогнать тысячу или двое прогнать десять тысяч…». По словам Титмара, было уничтожено более трёх имперских легионов. Это означает, что имперская армия насчитывала от 3000 до 20 000 воинов, в зависимости от определения легиона. Из этого Ван Бентум заключает, что Титмар имел в виду легион как единицу численностью около 1000 человек, что даёт в общей сложности 3000 потерь с имперской стороны.
В любом случае, «Хроники Камбре» и «Альпертус» подчёркивают гораздо большую численность имперской армии и значительную разницу между сторонами.
В 2018 году историк Кеес Ньювенхейсен пришёл к выводу о гораздо меньших цифрах. Он указывал, что в XI веке в локальных военных столкновениях такого рода обычно участвовало всего несколько сотен бойцов. Силы Дирка, вероятно, состояли из очень ограниченного числа латников, усиленных несколькими сотнями плохо вооружённых крестьян. Поселение Влардинген в этот период состояло всего из семнадцати деревянных домов, способных обеспечить ополчение в лучшем случае из пятидесяти человек. Таким образом, послать туда войско из трёх тысяч было бы явно чрезмерным, и приравнивалось известному общему размеру постоянных сил четырёх задействованных епископств. По его оценке, имперские войска насчитывали не более тысячи пехотинцев, перевозимых примерно на двадцати пяти кораблях.

## Ход битвы
Флот с имперской армией шёл по реке и пришвартовался во Влардингене. После высадки армия двинулась к замку графа Дирка III. Местные жители, увидевшие приближение флота, отступили в замок на возвышенности. Первоначально Годфрид выстроил своих людей вокруг замка, но затем приказал им идти к ровному полю, потому что было бы трудно пересечь рвы, вырытые повсюду.
Во время этого манёвра из засады неожиданно появились фризы и атаковали армию императора. Кто-то закричал, что герцог убит, после чего началась паника. Имперские бойцы поспешили обратно к своим кораблям, которые к тому времени отошли на середину потока из-за отлива. Многие увязли на топком берегу реки или утонули. Тем временем, фризы в замке и на возвышенностях атаковали выживших с тыла. Бегущих солдат добивали дротиками.
Лишь ближе к концу сражения появился Дирк III: он выехал из замка с несколькими вассалами. Они поспешили к герцогу Годфриду, который был ещё жив и сражался, но был загнан в угол фризами. Благодаря вмешательству Дирка герцог не погиб. Дирк захватил Годфрида и отвёл его в свой замок. На этом битва закончилась. Потери, понесённые имперской армией, были огромны, в то время как Дирка III — минимальными.

## Последствия
После боя противники снова поспешили помириться. Герцог Годфрид был немедленно освобождён. Он устроил примирение между епископом Адельбольдом и графом Дирком III. Обе стороны, вероятно, понимали, что защита фризского побережья от возможных нападений викингов важнее, чем ссоры между собой.
О договорённостях противоборствующих сторон ничего не известно. Вполне вероятно, что Дирку III пришлось пойти на некоторые уступки, чтобы добиться примирения, но на уступки со своей стороны шли и епископ, и император. Одна из них, возможно, заключалась в том, что было дано обещание оставить графа в покое. После чего на берегах Мерведе в течение трёх десятилетий после битвы при Влардингене не было вооружённых конфликтов.

## Местоположение
Раннесредневековые хроники не дают ясного представления, где именно во Влардингене происходили события и какие манёвры производили войска. Было выдвинуто несколько теорий о месте событий.
Согласно последним взглядам, передвижения войск, непосредственное сражение и бегство — всё это происходило в нынешнем польдере Веттеноордсе на ограниченной территории размером около 500 на 500 метров к западу и югу от нынешнего центра Влардингена. Городской археолог Влардингена Тим де Риддер предполагает, что церковный холм в центре Влардингена является наиболее очевидным местом для замка Дирка III. С этого места открывается вид на Мерведе, порт, ферму графа и окрестности, что делает его стратегически важным.
В 2007 году наземные радиолокационные и трассирующие исследования церковного холма выявили круглую форму диаметром 27 метров в нескольких метрах ниже пола церкви. Материал, из которого было изготовлено кольцо, определить не удалось. Проведение дальнейших исследований затруднено, так как в XII веке прямо на этом месте была построена церковь. Точный возраст кольца неизвестен. Заманчиво рассматривать это открытие как остатки кольцевого замка типа мотт и бейли, построенного около 1000 года графом Дирком III.
Более ранние исследования определили место битвы в нескольких километрах от нынешнего центра города. Археолог из Роттердама Хук поместил место битвы в трёх километрах к западу, вокруг нынешней муниципальной границы с Маасслёйсом, а Де Граф поместил её в двух километрах к востоку, в Бабберсполдере. Обе точки зрения маловероятны.
В XVIII и XIX веках историки упорно утверждали, что местом действия должен был быть Дордрехт, а не Влардинген. Дордрехт также расположен вдоль Мерведе, в 25 км вверх по течению. Упоминание «битвы при Дордрехте» можно найти у нескольких историков той эпохи. Эта гипотеза несостоятельна не только потому, что в источниках о битве 1018 года упоминается только Влардинген, а не Дордрехт, но и потому, что Дордрехт в начале XI века был просто названием небольшой реки. Название места впервые появилось в середине XI века, и нигде не найдено упоминаний о крепости. Также нет никаких археологических свидетельств поселения XI века.
Только после наводнения середины XII века, резко изменившего течение рек, город приобрёл значение. После 1150 года граф Флорис III установил пункт сбора пошлин в Дордрехте и тот постепенно стал главным городом в графстве Голландия. Но это произошло намного позже. Современные историки относят рассказы о Дордрехте к области фантастики.
Причина, по которой Дордрехт так долго считался местом битвы при Влардингене, заключается в Римхронике: известной подделке, приписываемой Клаасу Колину, монаху из аббатства Эгмонд, который якобы изложил историю Голландии в стихах в XII веке. На самом деле этого Клааса Колина никогда не существовало, а хроника в стихах на самом деле была написана около 1700 года. В ней, среди прочего, говорится, что Дирк III основал укрепление и деревню вдоль Мерведе, что он назвал поселение «Дордрехт» и что в этом месте произошла знаменитая битва 1018 года. Авторитетный историк Ян Вагенаар поверил этой истории и предположил 1015 год в качестве года основания города Дордрехт. За Вагенааром последовали многие его коллеги. Впоследствии он признал, что его одурачили, и никто уже всерьёз не верил в подлинность сочинения Клааса Колина. Тем не менее, идея о том, что Дордрехт был основан в 1015 году и что это было место битвы 1018 года, сохранилась.

## Значение
Битву при Влардингене можно рассматривать как отправную точку для большей автономии графства Голландия. В 1018 году во Влардингене Дирк III продемонстрировал, что никакие сюзерены не будут указывать ему, что делать. Позже, в XI веке, немецкие короли и императоры, а также епископы Утрехта предприняли новые попытки подчинить себе графов Западной Фризии. Им это почти удалось, когда герцог Годфрид «Горбун» и епископ Уильям изгнали молодого графа Дирка V, однако тот смог вернуть себе графство с помощью фламандского графа Роберта. В феврале 1076 года они убили герцога, а в июне 1076 года нанесли поражение епископу в битве при Эйсселмонде.